# Liste der Abgeordneten zum Salzburger Landtag (Herzogtum, 2. Wahlperiode)
Diese Liste der Abgeordneten zum Salzburger Landtag (Herzogtum, 2. Wahlperiode) listet alle Abgeordneten zum Salzburger Landtag, dem  Landtag (Österreich-Ungarn) des Kronlandes Herzogtum Salzburg der Monarchie Österreich-Ungarn, in dessen 2. Wahlperiode auf.

## Überblick über die 2. Wahlperiode 1867–1869
Der Salzburg Landtag war schon 1860 mit dem Oktoberdiplom im Kaisertum Österreich eingerichtet wurden, als das Kronland Salzburg ein neues Landestatut bekam, die erste Sitzung fand aber erst 6. April 1861 statt. Die Begründung Österreich-Ungarns mit dem Ausgleich 1866/67 betraf die Landesverfassung nicht, die Landesführung nur insofern, dass eine neue Gesetzgebungsperiode begonnen wurde.
Die  Eröffnungssitzung erfolgte am 18. Februar 1867, wobei der Landtag 26 Abgeordnete umfasste. Dem Landtag gehörten dabei 5 Vertreter des Großgrundbesitzes, 2 Vertreter der Handelskammer, 10 Vertreter der  Städte und Märkte und 8 Vertreter der Landgemeinden an, hinzu kam die Virilstimme des Salzburger Erzbischofs. Die letzte Sitzung fand 30. Oktober 1869 statt, 20. August 1870 wurde der folgende Landtag angelobt.
Landtags- (und auch Landesausschuss-)Vorsitzender war Landeshauptmann Josef Ritter von Weiß (im Amt 31. März 1861 – 20. September 1872), sein Stellvertreter der Bürgermeister von Salzburg, Heinrich Ritter von Mertens.
Vorgesetzter Landeschef (Statthalter, hier Landespräsident genannt) waren Karl Graf Coronini-Cronberg (Amtszeit: 8. Jänner 1867 – 22. September 1869), Ernst Graf Gourcy-Droitaumont (30. September 1869 – 10. Februar 1870) und zuletzt Adolf Fürst Auersperg (im Amt 15. März 1870 – 25. November 1871);
Landesherr war Kaiser Franz Joseph I.

## Sessionen
Die 2. Wahlperiode war in drei Sessionen unterteilt:
- I. Session: vom 18. Februar 1867 bis zum 23. Februar 1867 (4 Sitzungen)
- II. Session: vom 22. August 1868 bis zum 2. Oktober 1868 (20 Sitzungen)
- III. Session: vom 25. September 1869 bis zum 30. Oktober 1869 (19 Sitzungen)

## Landtagsabgeordnete
1. Spalte: Sortierung im Verzeichnis der Landtags-Mitglieder (durchgestrichen: während der Wahlperiode ausgeschieden)
Name: der Vorsitzende (Landeshauptmann) fettgesetzt, der Stellvertreter kursiv;  … Abgeordnete zum Reichsrat;  … Mitglieder des Landesausschusses;  … deren Stellvertreter/Ersatzmänner
3. Spalte: sortiert nach obigen Funktionen: LH, LHS … Landeshauptmann/-Stllv; LA, LAS … Ausschussmitglied/-Stllv..; RA … Reichsratsabg.
WK … Wahlklasse: V … Virilstimme, GG … Großgrundbesitz,  HK … Handelskammer, SM … Städte und Märkte, LG … Landgemeinden
Anmerkung: sortiert sich nach Amtszeit
|     | Name                               |       | WK | Wahlbezirk  | Anmerkung |
| --- | ---------------------------------- | ----- | -- | ----------- | --- |
| C   | Rudolf Biebl                       |       | SM | Salzburg    | seit 1861 (1. WP) abgeordnet (und wieder ab 1878, 5. WP) |
| (E) | Maximilian Chiari                  | (LA)  | SM | Tamsweg     | 25. September 1869 (III. Session) anstelle Franz Fuchs angelobt, bis 1871 (3. WP) abgeordnet (und wieder ab 1872, 4. WP II. Sess. für Radstadt); im Landesschuss ab 1869 anstelle Josef Halter |
| (E) | Albert Eder                        |       | SM | Golling     | 24. August 1868 (II. Session) anstelle Matthäus Steinacher angelobt (schon 1861–1866,1. WP, und wieder ab 1877, 4. WP, VII. Sess., Virilstimme als Erzbischof abgeordnet)                      |
| B   | Anton Embacher                     |       | GG |             | 1861 (1. WP, diese für Zell am See) bis 1877 (4. WP) abgeordnet |
| E   | Franz Fuchs                        |       | SM | Tamsweg     | 16. Februar 1869 (nach II. Session) auf das Amt verzichtet |
| (E) | Melchior Gruber                    |       | SM | St. Johann  | 24. August 1868 (II. Session) anstelle Adolf Stirner angelobt |
| D   | Mathias Gschnitzer                 | RA    | HK |             | 1861 (1. WP) bis 1870 (3. WP) abgeordnet |
| E   | Karl Haidinger                     |       | SM | Neumarkt    | |
| B   | Josef Halter                       | LA    | GG |             | 1861 (1. WP) bis 1872 † (4. WP, I. Sess.) abgeordnet; im Landesausschuss bis 1869 |
| D   | Ignaz Harrer                       | LA    | HK |             | bis 1896 (7. WP, ab 3. WP für Salzburg) abgeordnet |
| (C) | Eduard Hueber                      | (LAS) | SM | Salzburg    | 25. September 1869 (III. Session) anstelle August Prinzinger angelobt, bis 1887 (6. WP) abgeordnet                                                                                             |
| F   | Ludwig Kalteis                     | LA    | LG | Salzburg    | seit 1861 (1. WP) abgeordnet |
| E   | Emil Kofler                        | LAS   | SM | Hallein     | bis 1877 (4. WP) abgeordnet |
| F   | Josef Freiherr (Ritter) von Lasser | RA    | LG | Zell am See | 1861 (1. WP) bis 1870 (3. WP, für den Großgrund) abgeordnet (Freiherr ab 1868) |
| C   | Heinrich Ritter von Mertens        | LHS   | SM | Salzburg    | seit 1861 (1. WP) abgeordnet |
| F   | Franz Peitler                      | LA    | LG | Werfen      | 1861 (1. WP) bis 1877 (4. WP) abgeordnet (ab 3. WP für den Großgrundbesitz) |
| C   | August Prinzinger                  | LAS   | SM | Salzburg    | 27. März 1869 (nach II. Session) auf das Amt verzichtet |
| F   | Kaspar Pritz                       |       | LG | Tamsweg     | |
| F   | Josef von Rauchenbichler           | LAS   | LG | Salzburg    | seit 1861 (1. WP, für den Großgrund) abgeordnet |
| B   | Josef Salzmann                     |       | GG |             | 1863 (1. WP, II. Sess.) bis 1871 (3. WP) abgeordnet (teils auch für Zell am See, und wieder ab 1878, 5. WP)                                                                                    |
| B   | Johann Scharler                    |       | GG |             | seit 1861 (1. WP) abgeordnet |
| F   | Josef Sigl                         |       | GG |             | bis 1878 (4. WP) abgeordnet (ab 3. WP für den Großgrund) |
| E   | Matthäus Steinacher                |       | SM | Golling     | seit 1861 (1. WP) abgeordnet (für Salzburg-Umgebung), in der I. Session 1867 Wahl annulliert                                                                                                   |
| F   | Adolf Steinhauser                  | LAS   | LG | Werfen      | 1865 (1. WP, IV. Sess.) bis 1871 (3. WP) abgeordnet (Bezirk nach 1867 St. Johann; und wieder ab 1877, 4. WP, VII. Sess., für den Großgrundbesitz)                                              |
| B   | Josef Valentin Stieger             | RA    | GG |             | seit 1862 (1. WP, II. Sess., für die Handelskammer) abgeordnet |
| E   | Adolf Stirner                      |       | SM | St. Johann  | in der I. Session 1867 Wahl annulliert |
| A   | Maximilian Joseph von Tarnóczy     |       | V  |             | 1861 (1. WP) bis 1876 (4. WP) abgeordnet |
| F   | Josef Thalmayr                     |       | LG | Zell am See | |
| E   | Friedrich Wallner                  |       | SM | Zell am See | (und wieder ab 1871, 4. WP abgeordnet) |
| E   | Josef Ritter von Weiß              | LH    | SM | Radstadt    | 1861 (1. WP, für Stadt Salzburg) bis 1871 (4. WP, I. Sess.) abgeordnet (Wahl für Radstadt per 4. Februar)                                                                                      |